# 赵村观音庙
赵村观音庙，位于山西省长治市上党区南宋镇赵村，是一座古建筑，建于金至明、清。
2021年8月4日，赵村观音庙公布为第六批山西省文物保护单位，编号6-150。